# Reed relay

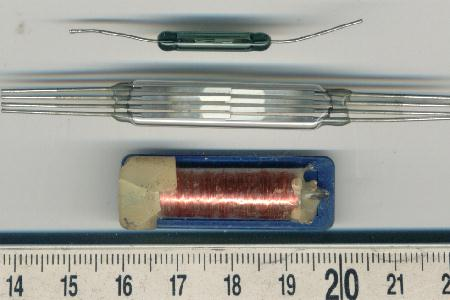
Reed relay i reed switches

Un relé de làmines (sovint conegut pel seu nom en anglès, reed relay) és un tipus de relé que utilitza un electroimant per controlar un o més reed switches. Els contactes són de material magnètic i l'electroimant actua directament sense requerir una estructura per moure. Segellat en un tub llarg i estret de vidre el protegeixen de la corrosió, i és normalment banyat amb plata, que té poca resistivitat però és propens a la corrosió quan s'exposa, en lloc de resistent a la corrosió però més resistiu com és l'or utilitzat en els contactes exposats per a relés de gran qualitat. L'estructura de vidre pot contenir diversos reed switches que poden ser inserits en una sola bobina i actuar simultàniament. Els reed switches van ser fabricats a partir de la dècada de 1930.
Com que les parts movibles són petites i lleugeres, els relés de làmines poden canviar d'estat més ràpid que els relés amb estructura.
A més són simples mecànicament, el que fa que tinguin fiabilitat i cicle de vida llarg.